# Saint-Hilaire-Cusson-la-Valmitte
Saint-Hilaire-Cusson-la-Valmitte è un comune francese di 330 abitanti situato nel dipartimento della Loira della regione dell'Alvernia-Rodano-Alpi.

## Società

### Evoluzione demografica
Abitanti censiti